# Mattias
Mattias, Mathias, Matias eller Matthias är mansnamn med grekiskt ursprung, Μαθθίας, som i sin tur är en grekisk form av de hebreiska namnen מתתיהו (Mattitjahu) eller מתתיה (Mattitja), med betydelsen "Guds gåva" eller "gåva från guden Yahu/Yam". Namnet är känt i Sverige sedan 1200-talet och finns också i en mer försvenskad version, Mats (från kortformen Mattis).
Tidigare var Mattias ett ovanligt namn, men på 1970- och 1980-talet blev det ett modenamn och var i slutet av 1980-talet nästan ett av de 10 vanligaste pojknamnen. Det bytte därmed plats med Mats som innan haft samma popularitet, men som numera ligger runt 250:e plats. Den 31 december 2007 fanns det totalt 64 247 personer i Sverige med namnet Mattias, Mathias, Matias eller Matthias, varav 40 395 med något av dessa som tilltalsnamn. Stavningen Mattias hade 47 105 bärare (29 554 som tilltalsnamn), Mathias 13 318 (9 454), Matias 2 418 (471) och Matthias 1 406 (916). År 2003 fick 769 pojkar namnet, varav 251 fick det som tilltalsnamn.
Se även Matteus (namn)
Namnsdag: 24 februari (sedan 1600-talet), numera tillsammans med Mats. I den finlandssvenska namnsdagslängden har Mattias namnsdag 24 februari (ända till 1999: skottår 25 februari) sedan starten 1929, då en egen namnsdagskalender togs i bruk för finlandssvenskar.

## Personer med namnet Mattias/Mathias/Matias/Matthias
- Mattias (tysk-romersk kejsare)
- Mattias I Corvinus, kung av Ungern, Kroatien och Böhmen
- Mattias Alkberg, artist
- Mattias Asper, fotbollsspelare
- Mattias Andréasson, artist
- Mathias Bjugg, poet
- Mattias Borrman, diskuskastare
- Mattias Claesson, medeldistanslöpare
- Matthias Claudius, tysk författare
- Mattias Ekström, racerförare
- Mattias Enn, estradör
- Mattias Flink, massmördare
- Mathias Franzén, handbollsspelare
- Mathias Fredriksson, längdåkare
- Matias Ghansah, sprinter och längdhoppare
- Mattias Gardell, professor
- Matthias Grünewald, tysk målare
- Mattias Hargin, alpin skidåkare
- Mattias Hellberg, musiker
- Mattias Jonson, fotbollsspelare
- Mattias Klum, naturfotograf
- Mattias Knave, skådespelare
- Mattias Konnebäck, medieperson
- Mattias Lundberg, professor i musikvetenskap
- Mattias Löw, filmregissör
- Mattias Norström, ishockeyspelare
- Mattias Nylund, fotbollsspelare
- Mattias Steuchius, ärkebiskop
- Matthias Stom, holländsk målare
- Mattias Sunneborn, längdhoppare
- Mathias Svensson, fotbollsspelare
- Mattias Söderhielm, näringslivsprofil
- Mattias Weinhandl, ishockeyspelare
- Mattias Öhlund, ishockeyspelare, OS-guld 2006
- Bob Mathias, amerikansk tiokampare, olympisk guldmedaljör 1948 och 1952